# 공유지의 비극

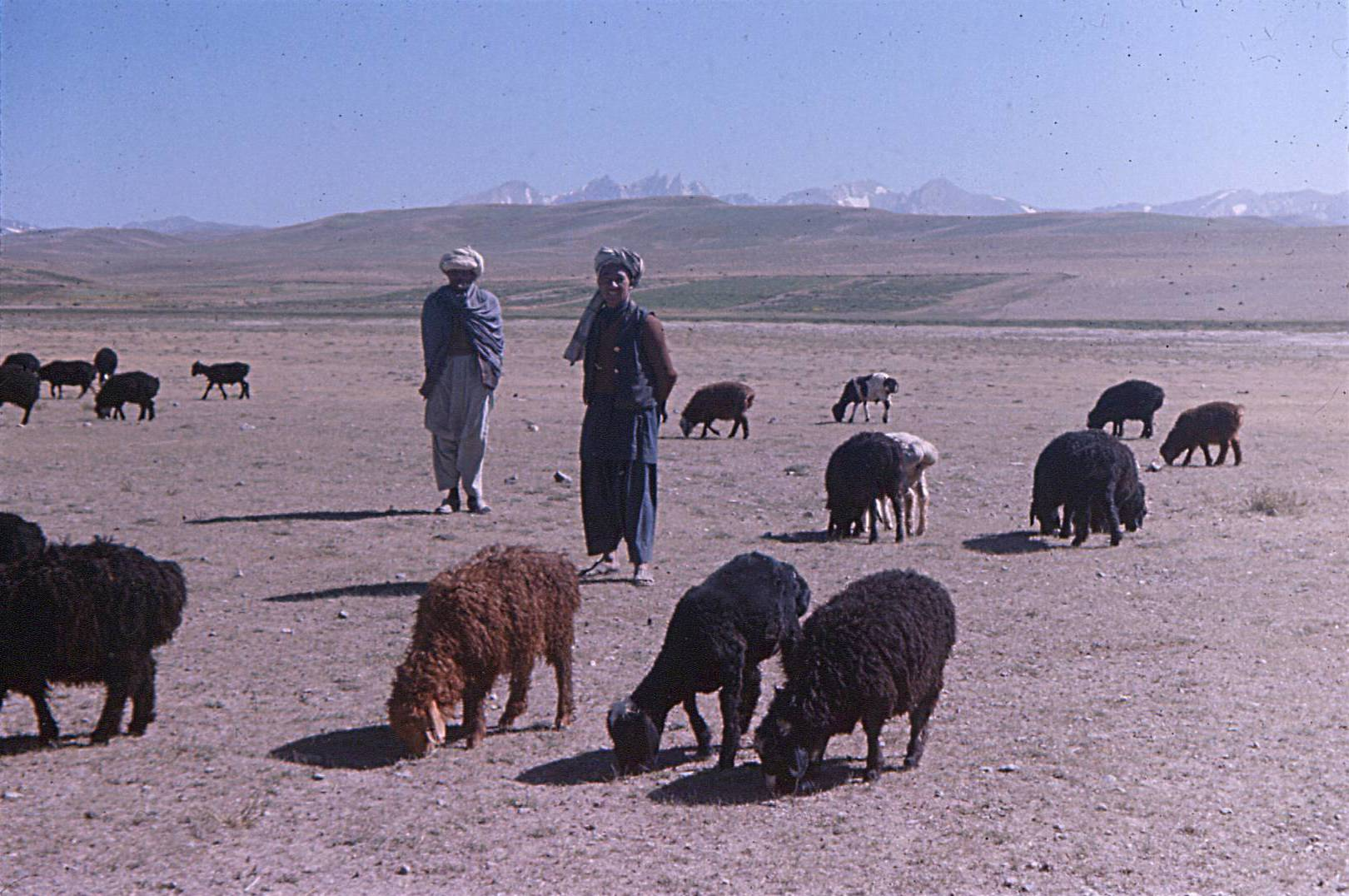
아프가니스탄의 살찐 꼬리를 가진 양. "공유지의 비극"은 과잉 착취를 설명하는 한 가지 방법이다.

공유지의 비극(公有地의 悲劇, 영어: The Tragedy of the Commons)은 지하자원, 초원, 공기, 호수에 있는 고기와 같은 개방적인 자원에 개인이 이익에 따라 행동할 시 자원의 고갈을 일으키는 경제 과학적 상황을 설명한다. 이 개념은 1833년 영국의 경제학자 윌리엄 포스터 로이드(William Forster Lloyd)가 쓴 에세이에서 유래되었는데, 그는 영국과 아일랜드에서 규제되지 않은 방목의 영향을 가상의 예로 사용했다. 이 개념은 1968년 개릿 하딘(Garrett Hardin)에 의해 쓰여진 기사 이후 1세기 후에 "공유지의 비극"으로 널리 알려지게 되었다.
비록 공유지 시스템은 과도한 사용으로 인해 붕괴될 수 있지만, 공동 자원에 대한 규제된 접근을 가진 공동체의 구성원들이 붕괴 없이 자원을 신중히 이용하기 위해 협력하거나 "완벽한 질서(perfect order)"를 만드는 많은 예가 존재했고 지금도 존재한다. 엘리노르 오스트롬(Elinor Ostrom)은 자신의 저서 'Governing the Commons'에서 이 개념을 정확히 보여준 공로로 2009년 노벨경제과학상을 수상했다.
현대의 경제적 상황에서, "공유지"는 대기, 바다, 강, 해양 어류 재고 또는 심지어 사무실 냉장고와 같은 개방적이고 규제되지 않은 자원을 의미한다. 법적인 상황에서 볼 때, 공유지는 사유 재산도 공적인 것이 아니고 사회 구조, 전통, 또는 공식적인 규칙을 통해 접근과 사용을 지배하는 공동체의 구성원들이 공동으로 소유한 재산의 한 종류이다.
이 용어는 환경 과학에서도 사용된다. "공유지의 비극"은 지구 온난화에 대한 논쟁뿐만 아니라 지속 가능한 개발, 경제 성장, 환경 보호와 관련하여 자주 인용된다. 경제, 진화 심리학, 인류학, 게임 이론, 정치, 조세, 사회학 분야의 행동 분석에도 사용되었다.

## 이론

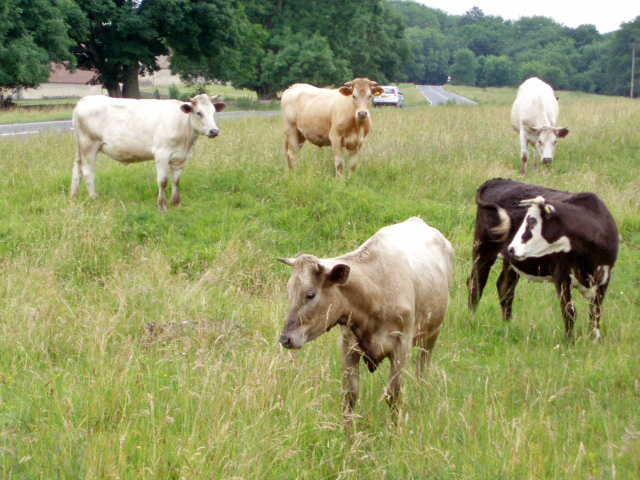
영국 셀슬리 코먼에 있는 소들. 로이드는 공유된 공유지 방목을 권리 남용이 일어날 수 있는 곳의 예시로 사용했다.

### 윌리엄 포스터 로이드(William Forster Lloyd)의 팜플렛
1833년 영국의 경제학자 윌리엄 포스터 로이드는 공동 자원의 과도한 사용에 대한 예시를 보여주는 팜플렛을 출판했다. 이 팜플렛은 영국 마을의 관습처럼 소들이 풀을 뜯게 할 수 있는 권리를 가진 땅을 공유하는 소들의 상황을 설명했다. 로이드는 만약 목축업자가 할당한 소의 수보다 더 많은 양을 일반 가축에 올려놓으면, 과도한 방목이 초래될 수 있다고 가정했다. 동물을 더 사육할수록, 사육자는 추가적인 이득을 얻을 수 있었고, 반면에 전체 그룹은 결과적인 피해를 공동체와 나눠가져야했다. 만약 모든 목축업자들이 개인에게 유리한 결정을 내린다면, 공유지는 고갈되거나 파괴되어 모든 것을 망칠 수 있다.

### 개릿 하딘(Garrett Hardin)의 기사
1968년, 생태학자 개릿 하딘은 과학 저널에 게재된 그의 글 "The Tragedy of the Commons"에서 이 사회적 딜레마를 연구했다. 에세이의 제목은 로이드가 말한 공유지의 과도한 방목을 담은 팜플렛에서 따왔다.
개릿 하딘은 기술적 방법으로 해결할 수 없는 문제들을 논의하였다. 하딘은 인구 증가, 지구의 천연 자원 사용, 그리고 복지 국가에 초점을 맞췄다. 그는 개인이 사회와 인간의 관계가 아닌 자기 혼자만 의존한다면, 각 가정의 자식 수는 공공의 관심사가 되지 않을 것이라고 주장했다. 부모가 지나치게 아이가 많다면 자녀 한 명 한 명을 충분히 지원할 수 없기 때문에 부모의 후손은 적어진다. 이러한 부정적인 결과는 동물에게서도 발견된다. 하딘은 돈을 헤프게 쓰는 부모의 자녀들이 굶어죽는다면, 만약 많은 자식들이 그 자체의 처벌이라면, 가족이 늘어나는 것을 통제하는데 공공의 누구도 관심이 없을 것이라고 말했다. 하딘은 복지국가가 공유지의 비극을 허용한 것에 대해 비난했다. 국가가 아이들을 지원하고 많은 아이를 낳는 것을 기본 인권으로 지원하는 곳에서, 맬서스적 재앙은 불가피하다.
하딘은 또한 집단의 모든 구성원들이 자신의 이익을 위해 그리고 다른 사람들을 고려하지 않고 공동의 자원을 사용한다면, 모든 자원이 결국 고갈될 것이라고 주장함으로써 합리적인 사리사욕을 가지고 행동하는 개인의 문제를 지적했다. 전반적으로 하딘은 양심에 의지하는 것을 반대하여, 이것이 더 이타적인 사람들보다 이기적인 사람들(흔히 무임승차자로 알려져 있음)에게 유리하다는 것을 암시했다.
공통 자원의 과잉 이용을 피하는 맥락에서 하딘은 헤겔의 격언을 재창조하여 "자유는 필요성의 인식"이라고 결론지었다. 그는 "자유"가 공민의 비극을 완성할 것을 제안했다. 하딘은 자원을 애초 공통으로 인식하고, 이를 위해서는 관리가 필요하다는 점을 인식함으로써 인간이 "다른 소중한 자유를 보존하고 육성할 수 있다"고 믿었다.

### 현대적 자원 개념으로서의 "공유지"
하딘의 글은 공유 자원을 연결하는 용어로 "공유지"를 현대적으로 사용했다. 프랭크 판 라에르호벤(Frank van Laerhoven)과 엘리노 오스트롬(Elinor Ostrom)은 "하딘의 공동의 비극에 관한 기사가 출판되기(1968년) 이전, 학술 문헌에서 '공동', '공통 풀 자원', '공통 재산'이라는 단어가 포함된 제목은 매우 드물었다"고 말했다. 그들은 "2002년, 배럿과 매브리는 20세기의 어떤 출판물이 생물학에서 고전 서적이나 벤치마크 출판물이 되었는지를 결정하기 위해 생물학자들을 대상으로 주요 조사를 실시했다. 그들은 하딘의 1968년 기사가 생물학자들에게 가장 큰 영향을 미쳤으며 가장 자주 인용되는 기사라고 보고했습니다."라고 덧붙였다.

## 적용

### 은유적 의미
로이드 토머스 맬서스(Thomas Malthus)와 마찬가지로 하딘은 주로 인구 증가 문제에 관심이 있었다. 그러나 그의 에세이에서, 그는 또한 지구의 대기나 바다와 같은 더 큰 (한정적이긴 하지만) 자원의 사용에 초점을 맞추고, 오염의 "부정적인 공유지"를 지적했다. (긍정적인 공유지의 의도적인 사유화를 다루는 대신, "부정적인 공유지"(negative commons)는 부정적인 비용, 오염의 의도적인 공통화를 다룬다.) 비유적으로 공유지의 비극은 너무 문자 그대로 받아들여서는 안된다. "비극"은 단어의 관습적 또는 연극적 의미가 아니며, 비극을 초래하는 과정에 대한 비난도 아니다. 이와 비슷하게 하딘의 "commons"의 사용은 자주 오해를 받았고, Hardin은 그의 작품에 "규제되지 않은 공유지의 비극"이라는 제목을 붙였어야 했다고 나중에 언급해야만 했다.
이 은유는 유한한 자원에 대한 자유로운 접근과 무제한적인 수요가 궁극적으로 일시적 또는 영구적으로 과잉 착취를 통해 자원을 감소시킨다는 주장을 보여준다. 이는 착취의 이득이 개인이나 그룹에 의해 발생하는데, 그들은 각각 그것에 의존하게 될 정도로 자원의 사용을 극대화하도록 동기 부여되는 반면, 착취의 비용은 자원을 이용할 수 있는 모든 사람들(착취하는 사람들보다 더 넓은 부류의 개인이 될 수 있다.)이 부담한다. 이는 차례로 자원에 대한 수요를 증가시켜 자원이 축소될 때까지 문제가 눈덩이처럼 불어나게 한다. 자원의 고갈이 실현되는 속도는 주로 문제의 공유지를 소비하고자 하는 사용자 수, 사용하는 소비적 특성 및 공유지의 상대적 견고성의 세 가지 요인에 달려 있다.
같은 개념을 때때로 "어부들의 비극"이라고 부르기도 한다. 번식 전이나 번식 중에 너무 많은 물고기를 낚으면 어종이 급락할 수 있기 때문이다.

### 현대의 공유지
공유지의 비극은 지속 가능성과 같은 환경 문제와 관련하여 고려할 수 있다. 공유지의 딜레마는 물, 숲, 어류, 석유 및 석탄과 같은 재생 불가능한 에너지원과 같은 오늘날 사회에서 매우 다양한 자원 문제의 모델이 되고 있다.
"공유지의 비극"을 보여주는 상황에는 그랜드 뱅크의 남획 및 파괴가 있다. 두드러지는 예시로는 미국 북서부 컬럼비아의  댐이 훼손된 강에서의 연어 파괴, 개인주의 문화에서 COVID-19로 인한 질병 및 사망률 증가, 그리고 현대 러시아의 북대서양의 강에서 발생하는 철갑 상어 어업으로 인한 파괴, 미국의 건조한 지역 (예 : 아랄해 지역), 특히 모노 레이크(Mono Lake) 및 오웬즈 레이크(Owens Lake)에서 로스 앤젤레스 급수 시스템 공급이 있다.
경제학에서 외부 효과는 해당 비용이나 이익을 발생시키기로 선택하지 않은 당사자에게 영향을 미치는 비용 또는 이익이다. 부정적인 외부 효과는 "공유지의 비극"의 잘 알려진 특징이다. 예를 들어, 자동차를 운전하는 것은 많은 부정적인 외부 효과를 가지고 있다. 여기에는 오염, 탄소 배출 및 교통 사고가 포함된다. '사람 A'가 차에 탈 때마다 '사람 Z'와 수백만 명의 다른 사람들이 각 영역에서 고통을 겪을 가능성이 높아진다. 경제학자들은 종종 정부가 외부효과를 "내재화"하는 정책을 채택할 것을 강조한다.
공유지의 비극은 오픈 데이터의 개념으로도 언급될 수 있다. 익명화된 데이터는 유용한 사회 연구에 매우 중요하고, 공공재라 표현되는 소모되기 쉬운 공공 자원을 나타낸다. 일부 사람들은 현재의 데이터 보호 정책이 현실적인 위험을 완화하지 않고 귀중한 연구에 부담을 주지 않는다고 주장할 수 있기 때문에 법이 연구 데이터의 보급을 위한 안전한 피난처를 제공해야 한다고 생각한다.

### 디지털 공유지의 비극
지난 20년 동안 학자들은 공유지의 비극이라는 개념을 디지털 환경에 적용하려고 시도해 왔다. 그러나 학자들 사이에는 공유지의 비극에 내재된 매우 기본적인 개념, 즉 유한한 자원의 개념과 오염 정도에 차이가 있다. 반면, 정보 격차의 역할과 잠재적인 디지털 공유지의 비극을 해결하는 방법에 대해서는 어느 정도 합의가 되어 있는 것 같다.

### 자원과 오염
자원의 관점에서, 디지털 자원이 유한한지에 대한 일관된 개념은 없다. 일부 학자들은 디지털 환경에서 파일을 다운로드하는 것이 파일의 파괴를 구성하는 것이 아니기 때문에 디지털 자원은 무한하다고 주장한다. 이와 같이 디지털 자원은 복제되고 디지털 환경 전체에 배포될 뿐이며 무한하다고 이해할 수 있다. 반면, 다른 사람들은 개인 정보 보호법과 규정이 데이터 액세스에 상당한 부담을 주기 때문에 데이터가 유한한 자원이라고 주장한다.
이것은 디지털 환경의 맥락에서 액세스 자체를 유한 자원으로 볼 수 있는지에 대한 의문을 제기한다. 일부 학자들은 이 점을 주장하며, 종종 더 구체적이고 측정 가능한 접근 방식을 가리킨다. 이러한 프록시 중 하나는 대역폭으로, 너무 많은 사람들이 디지털 환경에 액세스하려고 할 때 혼잡해질 수 있다. 또는 네트워크 자체를 남용으로 고갈될 수 있는 공통 자원으로 생각할 수 있다. 따라서 디지털 환경에서 고갈되고 있는 자원에 대해 이야기할 때, 디지털 환경에 대한 액세스가 어떤 식으로든 제한되고 있다고 생각하는 것이 더 유용할 수 있다. 이를 정보 엔트로피라고 한다.
오염에 관해서는 디지털 환경 자체에서 발생하는 오염만을 보는 학자들이 있다. 그들은 디지털 자원을 제한없이 사용하면 중복 데이터가 과잉 생산되어 디지털 환경 내에서 잡음을 유발하고 통신 채널을 손상시킬 수 있다고 주장한다. 또 다른 사람들은 디지털 자원의 남용으로 인한 오염이 물리적 환경에 오염을 야기한다고 말한다. 그들은 디지털 자원의 무제한 사용은 잘못된 정보, 가짜 뉴스, 범죄, 테러뿐만 아니라 혼란, 조작, 불안, 신뢰 상실과 같은 다른 성격의 문제들을 야기한다고 주장한다.

### 정보 격차와 해결책
학자들은 디지털 공유지의 비극에 내재된 특수성에 동의하지 않지만 원인과 해결책에 대해 약간의 공통점이 있다. 일부 학자들은 디지털 환경에서 발생하는 공유지의 비극의 원인이 정보 격차라고 한다. 그들은 이 격차를 해소하는 데 너무 크게 초점을 맞추고 모든 사람들에게 무제한적인 접근을 제공하고 있다고 주장한다. 필요한 제한없이 접근성을 높이는 데 초점을 맞추는 것은 개인의 이익을 위한 디지털 자원의 착취를 야기하며, 이는 공유지의 비극의 근간을 이루고 있다.
해결책 측면에서, 학자들은 규제보다는 협력이 디지털 공동체의 비극을 완화하는 가장 좋은 방법이라는 데 동의한다. 디지털 세계는 중앙 기관이 사용자를 규제할 수 있는 폐쇄적인 시스템이 아니다. 일부 학자들은 자발적인 협력이 촉진되어야 한다고 주장한다. 이는 여러 이해 관계자가 의사 결정 과정에 참여하고 협력하도록 동기를 부여하는 디지털 거버넌스 구조를 통해 수행될 수 있다. 다른 학자들은 디지털 환경에서 윤리적 행동을 촉진하고 신뢰를 증진시키기 위해 행동 강령과 같은 공식적 또는 비공식적인 규칙들을 더 선호한다고 주장한다. 일부 학자들은 사람들의 관계를 관리하는 것 대신 네트워크 용량의 확장을 포함한 적절한 관리가 필요하다 말한다.

## 예시
잠재적 비극과 실제 비극에 대한 더 일반적인 예(하딘이 암시하는 일부)는 다음과 같다.

### 지구 생태학
- 통제되지 않는 인구 증가는 인구 과잉을 초래한다.
- 대기 오염, 오존 고갈, 지구 온난화, 해양 산성화 (대기의 이산화탄소가 바다에 흡수됨) 및 미립자 오염의 배출
- 빛 공해 – 연구와 문화적 중요성에 대한 밤하늘의 손실로, 인간, 식물, 동물원의 건강, 성가신 일, 무단 침입, 사유재산의    즐거움 또는 기능 상실
- 물 – 수질 오염, 지하수 과다 추출 및 관개로 인한 물 낭비로 인한 수질 위기
- 산림 – 오래된 산림의 개척지 벌목 및 베기 및 태우기
- 에너지 자원 및 기후 – 광산 및 시추의 환경 잔여물, 화석 연료 연소 및 그에 따른 지구 온난화
- 동물 – 홀로세 대량 멸종으로 이어지는 서식지 파괴 및 밀렵
- 대양 – 남획
- 인간과 야생 동물의 갈등

### 인간의 건강
- 아들을 선호하는 것은 사람들로 하여금 태아를 낙태하게 만들었다. 이것은 불균형 성비를 초래한다.
- 실내 공기
- 항생제 – 항생제 내성 세계 어디서나 항생제를 잘못 사용하면 결국 항생제 내성이 빠른 속도로 발전하게 될 것이다. 결과적으로 발생하는 항생제 내성이 다른 박테리아와 다른 지역으로 확산되어 전 세계적으로 공유되는 항생제 공동체를 손상시키거나 파괴할 가능성이 높다.
- 백신 – 집단 면역 백신 주사를 피하고 기존 집단 면역에 의존하는 것은 잠재적인 백신 위험을 피할 것이지만, 만약 모든 사람들이 이렇게 한다면, 집단 면역력을 감소시키고 의학적인 이유로 백신을 받을 수 없는 개인에게 위험을 가져다 줄 것이다.

### 공개적으로 공유된 자원
- 스팸 메일은 이메일 시스템의 유용성을 저하시키고 인터넷의 모든 사용자에게 비용을 증가시키는 동시에 소수의 개인에게만 혜택을 제공한다.
- Wi-Fi 및 과밀한 2.4GHz 채널.
- 공원, 레크리에이션 구역 및 공중 화장실과 같은 공공 장소에서의 기물 파손 및 쓰레기.
- 기상 현상이나 질병 전염병과 같은 위협이 감지되는 동안 화장지와 같은 물건을 사재기하면 소수의 사람들은 과잉을 겪고 많은 사람들은 충분하지 않는 결과를 초래한다.
- 지식 공유재(knowledge commons)은 정보시대의 비물질적이고 집합적으로 소유된 상품을 포함한다. 예를 들면 다음과 같다.
- 지저분한 코드 또는 부정확한 정보로 "오염"될 수 있는 소프트웨어 프로젝트의 소스 코드 및 소프트웨어 문서
- 기술 습득 및 훈련, 관련된 모든 당사자가 기술 구현에 책임을 떠넘기는 경우.
- 지구 주변 공간의 우주 쓰레기로 인해 새로운 위성의 위치가 제한되고 우주 관측이 방해받는다.

### 진화생물학의 응용
최근 공유지의 비극과 이기적인 행동을 통해 결국 공통 숙주를 감소시키거나 파괴하는 기생충의 경쟁적 행동 사이에 유사점이 그려졌다. 이 아이디어는 또한 수컷이 짝짓기를 위해 경쟁할 때 암컷에게 치명적 피해를 입힐 수 있는 독성이나 성적 갈등의 진화와 같은 영역에도 적용되었다.
진화적 자살은 개인의 수준에 따른 적응으로 전체 종이나 개체 수가 멸종되는 진화적 비극의 극단적인 형태로 볼 수 있다. 진화적인 관점에서 보면, 병원성 미생물에서 공유지의 비극을 창조하는 것은 우리에게 진보된 치료 방법을 제공할 수 있다.

## 공유지의 딜레마
공유지의 딜레마는 사람들의 단기적이고 이기적인 이익이 장기적인 집단 이익 및 공동의 이익과 상충되는 특정한 사회적 딜레마이다. 학계에서는 자원 딜레마, 테이크-썸 딜레마 및 공통 풀 리소스를 포함하여 관련 용어들이 이론 또는 그 측면의 약자로 사용되었다.
공유지의 딜레마 연구자들은 그룹과 커뮤니티가 실험실과 현장 모두에서 공통 자원을 과소 또는 과잉 수확할 가능성이 있는 조건을 연구했다. 연구 프로그램은 공유지 관리에 도움이 될 수 있는 많은 동기 부여, 전략 및 구조적 요인에 집중했다.
전략적 상황에서 개인의 행동에 대한 수학적 모델을 구성하는 게임 이론에서 하딘이 개발한 해당 "게임"은 공통 비용-이익 사유화 게임으로 알려져 있다. (the Commonize Costs - Privatize Profits Game, CC-PP game)

### 심리적 요인
코펠만, 웨버, & 메식(Kopelman, Weber & Messsick, 2002년)은 공유지의 딜레마에서 협력에 대한 실험 연구를 검토하면서 공유지의 딜레마에서 협력에 영향을 미치는 독립 변수의 9개 부류, 즉 사회적 동기, 성별, 보상 구조, 불확실성, 권력 및 지위, 그룹 크기, 커뮤니케이션, 원인, 프레임 등을 파악했다. 그들은 이러한 클래스를 구성하고 심리적 개별 차이(안정적인 성격 특성)와 상황적 요인(환경)을 구별했다. 상황적 요인에는 과제(사회적 및 의사결정 구조)와 과제에 대한 인식이 모두 포함된다.
경험적 발견은 문화 집단이 상황 변수의 맥락에서 연구되어야 하는 중요한 요소라는 이론적 주장을 뒷받침한다.
사람들은 경제적 인센티브에 따라 행동하기보다는 적절성 체계에 협력하기로 한 결정에 접근할 가능성이 높다. 적절성의 논리의 확장된 네 가지 요인 모델은 "이 문화(집단)를 고려할 때 나(정체성)와 같은 사람은 이런 상황에서 무엇을 하는가?"라는 질문에 의해 협력이 더 잘 설명된다는 것을 시사한다.

### 전략적 요인
전략적 요인들은 공유지의 딜레마에서도 중요하다. 종종 연구되는 전략적인 요소 중 하나는 사람들이 자원으로부터 수확하는 순서이다. 동시 놀이에서는 모든 사람이 동시에 수확하는 반면 순차 놀이에서는 미리 정해진 순서에 따라 공유지에서 수확한다. 후자의 게임에는 분명한 질서 효과가 있다. 먼저 오는 사람, 즉 리더의 수확은 뒤에 오는 사람, 즉 추종자의 수확보다 더 높다. 이 효과에 대한 해석은 첫 번째 선수들이 더 많은 것을 취할 자격이 있다고 느낀다는 것이다. 순차 놀이로, 개인은 선착순 규칙을 채택하는 반면, 동시 놀이로 사람들은 평등 규칙을 채택할 수 있다. 또 다른 전략적 요인은 평판을 쌓을 수 있는 능력이다. 연구 결과에 따르면 사람들은 익명의 사적 상황보다 공공 상황에서 공동의 물자를 더 적게 취하는 것으로 나타났다. 게다가 수확량이 적은 사람들은 그들 집단 내에서 더 큰 명성과 영향력을 얻는다.

### 구조적 요인
하딘은 공동체의 비극에 대한 그의 분석에서 "공동체의 자유는 모든 사람에게 파멸을 가져온다."라 말했다. 제안된 해결책 중 하나는 일반에 대한 접근을 규제할 지도자를 임명하는 것이다. 공동 자원이 고갈되고 공동 자원을 관리하는 것이 어려운 작업으로 인식될 때 그룹은 리더를 지지할 가능성이 더 높다.
그룹은 선출되고 민주적이며 그룹의 원형인 리더를 선호하며 이러한 리더 유형은 협력을 강화하는 데 더 성공적이다. 독재적 리더십에 대한 일반적인 혐오감이 존재하지만, 권력 남용과 부패에 대한 두려움 때문에 효과적인 해결책이 될 수 다.
보상과 처벌의 제공은 또한 공동 자원을 보존하는 데 효과적일 수 있다. 과용에 대한 선택적 처벌은 예를 들어 주택에 수도와 전기 계량기를 설치하는 등 가정용수 및 에너지 절약을 촉진하는 데 효과적일 수 있다. 선택적인 보상은 모든 사람에게 열려 있다면 효과가 있다. 네덜란드의 한 실험적인 카풀 차선은 자동차 통근자들이 카풀을 조직할 수 있다고 느끼지 못했기 때문에 실패했다. 보상이 가시적일 필요는 없다. 캐나다에서 전력회사는 고객 이웃의 평균 소비액보다 낮게 책정된 고객의 전기요금 고지서에 “웃는 얼굴 스티커”를 부착하는 것을 고려했다.

## 해결방안
공유지의 비극에 대한 해결책을 밝히는 것은 정치철학의 중요한 문제 중 하나이다. 공유지의 비극 상황 속에서, 지역 주민들은 좋은 사회 제도를 실행한다. 이 제도들이 실패하면, 민영화, 외부 내실화, 규제 등 가능한 정부 해결 방안들이 많이 있다.

### 비정부 해결방안
로버트 액셀로드(Rovert Axelrod)는 집단적 구속이 집단적 이익과 개인의 이익 모두에 기여하기 때문에 사리사욕적인 개인들도 종종 협력할 수 있는 방법을 찾을 것이라고 주장한다. 인류 학자 아펠(G.N. Appell)은 하딘을 인용 한 사람들이 "불완전한 이해와 지식을 가진 다른 사회 시스템에 자신의 경제적, 환경적 합리성을 부여한다."고 비판했다.
공유지의 비극 문제에 대한 업적으로 2009년 노벨경제과학상을 받은 정치학자 엘러너 오스트롬 등이 1999년 하딘의 논문을 다시 찾았다. 그들은 공동체의 비극이 하딘이 주장했던 것만큼 널리 퍼지거나 해결하기 어려운 것이 아니라는 것을 알게 되었다. 왜냐하면 지역 주민들은 공동체의 문제에 대한 해결책을 종종 생각해냈기 때문이다. 예를 들어, 스위스 알프스의 한 공동체는 1517년부터 그들의 개인적인 이익을 위해 농부들에 의해 운영되었다. 농부들 또한 본인의 농지를 가질 수 있었음에도 불구하고 그들은 공동체에서 운영을 계속했다. 일반적으로, 농부들이 집단에서 계속 일하는 것은 공동체 내 모두에게 이익이 되었다. 이 예시처럼, 복잡한 사회 제도는 종종 공동체를 최적의 효율로 유지하기 위해 공동체 사람들에 의해 발명될 수 있다. 마찬가지로 지리학자 더글러스 L. 존슨(Douglas L. Johnson)은 아프리카와 중동의 많은 유목민 목회자들이 사실 "생태적으로 양호한 방법으로 계절 방목장과 환경들에 대한 재고비율을 균형 있게 조정했다"고 말했는데, 이는 높은 이익보다는 낮은 위험을 반영하는 것이었는데도 불구하고 종종 유목민들의 상품이 비판받는 경우가 있었다. 이븐 할둔 (Ibn Khaldun)과 같은 이전 학자의 의견과 비정주적 민족을 향한 적대적인 문화적 자세의 공통점을 찾아보면서, 정부 및 국제기구는 하딘의 작업을 활용하여 경험적 근거가 약함에도 불구하고 사목 유목민의 정착을 정당화했다. 다운 채티(Dawn Chatty)는 유목민인 베두인 아랍인과 20세기 시리아 국가 간의 관계를 역사적으로 조사하면서 "하딘의 주장이 나라의 건조한 내부를위한 개발 계획에서 대초원 땅의 황폐화에 대한 근본적인 설명으로 받아들여졌다"며 사막화에서 농업 과잉 착취의 더 큰 역할은 유목민을 사회적으로 후퇴하고 경제적으로 해로운 것으로 간주하는 지배적인 민족주의 이데올로기와 결합되었다고 밝혔다.
엘러너 오스트롬과 그녀의 동료들은 실제 공동체가 어업, 토지 관개 시스템 및 농지와 같은 공동 자원을 관리하는 방법을 살펴보고 성공적인 자원 관리에 도움이 되는 여러 요소를 구별했다.
첫 번째 요소는 자원 자체이다. 경계가 정의된 자원(토지)은 훨씬 더 쉽게 보존될 수 있다. 두 번째 요소는 자원 의존성이다. 자원 고갈을 인지 할 수 있는 위협 요소가 있어야 하며 대체물을 찾기가 어려워야 한다.세 번째는 공동체의 존재이다. 두터운 사회적 네트워크와 보전을 촉진하는 사회적 규범을 가진 규모가 작고 안정적인 공동체 주민들은 더 자원을 아낄 수 있다. 마지막 조건은 책임있는 사용에 대한 인센티브와 남용에 대한 처벌을 포함한 적절한 공동체 기반 규칙 및 절차이다. 공유지가 타 지역 주민에 의해 점령되면 이러한 해결 방안은 더 이상 사용할 수 없다.

### 정부 해결방안
위의 조건이 충족되지 않을 때(예: 공동체가 너무 크거나 너무 불안정하여 두터운 사회적 네트워크를 제공하지 못할 때) 정부 해결책이 필요할 수 있다. 정부 규제의 예로는 민영화, 규제, 대외 내실화 등이 있다.

### 민영화
몇몇 자원에 대한 해결책은 공동 재화를 사유 재산으로 전환하여 새 소유자에게 지속 가능성을 강제할 동기를 부여하는 것이다.
자유주의자들과 고전적 자유주의자들은 존 로크(John Locke)의 주택자원에 대한 재산권이 정부에 의해 금지되었을 때 일어나는 일의 한 예로서 공동체의 비극을 인용한다. 그들은 공동체의 비극에 대한 해결책은 개인이 자원의 재산권, 즉 자원을 사유화하는 것을 허용하는 것이라고 주장한다.
영국은 이 해결 방안을 인클로저 법을 통해 시도했다.

### 규제
일반적인 예로서, 정부 규제는 개인이 사용할 수 있는 공통재의 양을 제한할 수 있다. 채굴, 어업, 사냥, 가축 사육 및 목재 추출을 포함한 추출적 경제 활동을 위한 허가 시스템이 이 접근법의 예시이다. 마찬가지로, 오염의 한계는 일반인을 대신하여 정부가 개입하는 예이다. 이 아이디어는 유엔 달조약, 우주조약, 해양조약의 법률뿐만 아니라 유네스코 세계유산협약에서 쓰이고 있는데, 유네스코 세계유산협약은 일부 지역이나 자원을 인류 공동유산으로 지정하는 국제법 원칙을 포함한다.
하딘의 에세이에서, 그는 인구과잉 문제에 대한 해결책은 "상호적인 강요, 상호 합의"에 기초해야 하며, "번식의 자유를 박탈하는" 결과를 초래해야 한다고 제안했다. 하딘은 1979년 바덴(John A. Baden)과 공동 저술한 "Commons"라는 책에서 이 주제에 대해 더 자세히 논의하였다. 그는 다른 모든 권리를 보호하기 위해 "생식권"을 제한할 필요가 있다는 관점에서 이 해결책의 틀을 구성했다. 몇몇 나라들은 다양한 인구관리법을 시행하고 있다.
독일의 역사학자 요아힘 라드카우(Joachim Radkau)는 하딘이 정부의 참여나 국제적인 규제기구를 통해 공공재의 엄격한 관리를 옹호한다고 생각했다. 사유재산을 제한하고 공공재산의 확대를 지지하는 정책의 채택의 결과로 "공유지의 비극"이 임박했다는 주장이 자주 등장한다.

### 외부 내실화
사유화는 재산을 소유한 사람(또는 그 재산에 대한 접근권)이 그 착취의 전액을 지불할 때 효과가 있다. 위에서 논의한 바와 같이, 부정적인 외부성(자원 사용자에게 비례적으로 영향을 미치지 않는 공기 또는 수질 오염과 같은 부정적인 결과)은 종종 공동체의 비극을 이끄는 특징이다. 다시 말해서 자원 이용자들이 사용의 모든 결과에 대해 대가를 치르도록 보장하는 외부성을 내면화하는 것은 민영화와 규제 사이의 대체 해결책을 제공할 수 있다.
한 가지 예시는 도로 유지 비용과 대기 오염 비용 모두를 포함하는 휘발유 세금이다. 이 해결책은 필요한 정부 감독 및 오버헤드의 양을 최소화하면서 민영화의 유연성을 제공할 수 있다.

### 미드웨이 솔루션
잠재적 해결책으로 남을 수 있는 중요한 행동 분야 중 하나는 정부 측으로부터 부분적 소유권을 가지는 공동체와 공동체로부터 부분적 소유권을 가지는 공동체를 갖는 것이다. 소유권에 의해, 여기서는 권력이 한 손이나 두 손으로만 유지되지 않도록 자원을 계획, 공유, 사용, 이익 및 감독한다. 여러 이해 관계자의 참여는 인적 자원, 인프라 개발 능력, 법률적 측면 등에서 그들의 능력과 역량에 기초하여 그들에게 필요한 책임이 공유될 수 있기 때문이다.

## 비평
하딘의 연구는 인구통계학적 전환을 설명하지 못하고 공동 재산과 공개 접근 자원을 구별하지 못한 데 있어서 역사적으로 부정확하다는 비판을 받고 있다. 비슷한 맥락에서 칼 달먼(Carl Dahlman)은 공유지가 과도한 방목을 효과적으로 관리했다고 주장한다. 마찬가지로, 수잔 제인 벅 콕스(Susan Jane Buck Cox)는 이 경제적 개념을 주장하기 위해 사용된 일반적인 토지 예가 매우 약한 역사적 근거에 있다고 주장하며, 그녀가 실제로 말하는 것이 "공동체의 대성공"이었다고 잘못 표현한다. 그녀는 평민의 행동이 아닌 사회 변화와 농업 혁신이 공동체의 멸망을 초래했다고 주장한다.
급진적인 환경론자인 데릭 젠슨(Derrick Jensen)은 공동체의 비극이 개인 소유를 위한 선전으로 이용되고 있다고 주장한다. 그는 그것이 워싱턴 컨센서스의 일부로서 제3세계와 전 세계 토착민들의 "공통 자원"의 최종 엔클로저를 재촉하는 데 정치적 우익에 의해 사용되어 왔다고 말한다. 그는 실제 상황에서 서민을 학대하는 자는 포기하라는 경고를 받았을 것이고 만약 그들이 실패했다면 그들에 대한 징벌적 제재를 가했을 것이라고 주장한다. 그는 "공동의 비극"이라고 불리기보다는 "공동의 실패의 비극"이라고 불려야 한다고 말한다.
마르크스주의 지리학자 데이비드 하비(David Harvey)도 비슷한 비판을 하며, "예를 들어, '생산적인' 식민지 개척자들에 의한 북미 원주민들의 폐기는, 토착민들이 가치를 창출하지 못했기 때문에 정당화되었다."며, 일반적으로 "왜, 우리는 하딘의 우리는 목초지보다는 소의 개인 소유에 대해 초점을 맞추지 않는가?"라고 물었다.
요하이 벤클레어(Yochai Benkler)와 같은 일부 저자들은 인터넷과 디지털화의 출현과 함께 공동체에 기초한 경제 시스템이 다시 가능해졌다고 말한다. 그는 2006년 저서 네트워크의 부(The Wealth of Networks)에서 값싼 컴퓨팅 파워와 네트워크가 사람들로 하여금 비상업적인 상호작용 과정을 통해 가치 있는 제품을 생산할 수 있게 한다고 썼다. 그는 네트워크 정보 경제라는 용어를 "시장 전략에 의존하지 않는 널리 분산된 비시장적 수단을 통해 수행되는 분산형 개별 행동으로 특징지어지는 정보재의 생산, 유통 및 소비 시스템"을 지칭할 때 사용했다. 그는 또한 정보 공유를 기반으로 한 협업 노력을 위해 공용 기반 피어 프로덕션이라는 용어를 만들었다.공용 기반 피어 프로덕션의 예로는 위키백과, 자유 및 오픈 소스 소프트웨어 및 오픈 소스 하드웨어가 있다.

## 공유지의 희극
경우에 따라 리소스를 더 많이 활용하는 것이 좋을 수 있다. 1986년 기사에서 캐롤 M.로즈(Carol M. Rose)는 "공유지의 희극" 개념을 논의했는데, 여기서 문제의 공공 재산은 "규모에 대한 수익 증가"를 사용(따라서 "더 많은 사람이 더 많은 자원을 사용할수록" 더 많은 자원을 사용할수록 각각의 이익에 더 큰 영향을 미친다)으로 나타낸다. 로즈는 상업과 단체 레크리에이션 활동을 예로 든다. 로즈에 따르면, "공유지의 희극" 특성을 가진 공공 자원은 과도한 사용보다는 과소 투자로 인해 어려움을 겪을 수 있다고 한다.
환경 연구에서 개릿 리차드(Garrett Richards)에 의해 제시된 현대적인 예는 과도한 탄소 배출의 문제가 세계 경제의 집단적 노력과 함께 직접적으로 문제를 해결할 때에만 효과적으로 다루어질 수 있다는 것이다. 국가 전체에 걸친 공동 자금 지원 및 공유 솔루션은 탄소 배출 문제를 해결할 수 있는 기술을 식별하는 데 도움이 될 수 있다. 게다가, 국가들이 기꺼이 협력하고 자원을 기부할수록, 성공적인 기술 개발의 기회는 더 많아진다.

## 관련 서적
- 끌리고 쏠리고 들끓다, 클레이 서키 지음